# Dipoena sticta
Dipoena sticta är en spindelart som beskrevs av Zhu 1992. Dipoena sticta ingår i släktet Dipoena och familjen klotspindlar. Inga underarter finns listade i Catalogue of Life.